# مسجد باصونة
مسجد باصونة هو مسجد يقع في قرية باصونة بمركز المراغة في محافظة سوهاج وبُني على جزء من أرض مساحتها 450 متر مربع.

## فكرة الإنشاء
يقع المسجد الذي تم إنشائه قديما منذ أكثر من 50عام، بين مجموعة من منازل القرية البسيطة والتي تدل على بساطة أهل القرية وانتمائهم للريف وحبهم للطبيعة، ويعتبر أهم مساجد القرية وأشهرها، ويأتي إليه المصلين من كافة أرجاء القرية وتقام ببه صلاة الجنازة على الأموات لقربة من مدافن القرية ولكن لأسباب وعوامل التعرية والسيول تهدم المسجد القديم.
ترجع فكرته عندما جاء المهندس وليد عرفة من لندن بدعوة من الشيخ أسامة الأزهري بغرض تجديد المسجد القديم، وبسبب حالة المسجد المتدهورة؛ تم هدمه وتشييد آخر بتصميم جديد.
تم بناؤه على طراز المساجد في مصر خلال العصر الفاطمي، بالإضافة إلى استعمال نوع معين من الحجر للواجهة.

## تكوين المسجد
يتكون المسجد من "بدروم وطابق أرضي ومشرف، القاعة الرئيسية بمساحة 160 متر مربع، والمسجد له بابان، أحد الأبواب تتطل على الشارع الرئيسي، والأخر يطل على قطعه أرض فضاء بجواره، وللمسجد قبة يبلغ اتساع قطرها 6 أمتار وبإرتفاع 3 أمتار، وقد تم استخدم لون البيوت في الجوار بنوع من الحجر المعماري وهو حجر رملي جيري يتحمل الأتربة وأشعة الشمس وهذا يلائم طبيعة المكان شديد الحرارة.
يحتوي الدور الأول على مُصلى للرجال وآخر للسيدات، وتعد هذه هي المرة الأولى التي يتوفر فيها مكان خاص لمصلى السيدات داخل القرية، بينما الدور الأرضي تم تخصيصه للقوافل الطبية وفصول محو الأمية، وهناك ساحة خارجية لاستقبال أعداد أكبر من المصلين في أوقات العيد أو صلاة الجمعة.
صممت مئذنة المسجد على نسق حرف الألف في الخط المنسوب بثلاثة أبعاد ويحتوي محراب المسجد علي أسماء الله الحسنى على كل مكعب.

## التكريم والجوائز
كرَّم الرئيس عبد الفتاح السيسي وليد عرفة المهندس المعماري ومؤسس دار عرفة للتصميم والعمارة، وهو صمم مسجد أبو ستيت بمحافظة سوهاج.
أعلن رئيس لجنة تحكيم جائزة عبد الله الفوزان لاختيار أفضل تصميم مسجد برئاسة الدكتور طالب الرفاعي عن أسماء المساجد في القائمة القصيرة من الدورة الثالثة وجاء المسجد ببن أفضل ثلاثة تصاميم.
حصد المعماري المصري وليد عرفة جائزة «ستون أووردز» عن تحفته «مسجد باصونة» الذي أنجزه في إحدى قرى صعيد مصر بمحافظة سوهاج.